# جواو بيدرو (لاعب كرة قدم مواليد 1997)
جواو بيدرو هو لاعب كرة قدم برازيلي في مركز الوسط، ولد في 20 يناير 1997 في Terra Roxa, São Paulo ‏ في البرازيل. لعب مع أتلتيكو باراناينسي.

## وصلات خارجية
- جواو بيدرو (لاعب كرة قدم مواليد 1997) على موقع قاعدة بيانات كرة القدم.إي يو (الإنجليزية)
- جواو بيدرو (لاعب كرة قدم مواليد 1997) على موقع Soccerway.com (الإنجليزية)